# Ферман
Ферман је султанова уредба, указ, опуномоћење или ауторизација у исламским земљама. Документ потписује суверен лично или његов министар.
Фермани су писани посебном врстом арапског писма тзв. диванијом, а на почетку је стајала султанова тура (монограм, грб османских султана – то је арапским словима вешто написано и сложено име и титула владајућег султана).
Најпознатији ферман у Србији је документ из 1867. године којим се град Београд предаје Србији.
Реч потиче из персијског језика: farmân (فرمان). Значи „декрет“ или „наређење“. Користи се исто у турском језику, а реч је преузета и у немачком језику. У Османском царству су фермани били често коришћено административно средство.